# Beatrice Offor
Beatrice Offor (1864-1920) est une peintre britannique. Elle est principalement connue pour ses portraits, souvent de nature ésotérique.

## Biographie
Offor naît en 1864 à Sydenham, dans le Kent et est formée à la Slade School of Fine Art de Londres, où elle devient une amie proche de Moina Mathers. En 1892, elle épouse William Farran Littler, artiste et sculpteur.
Une grande partie de son travail est constituée de représentations de portraits de jeunes femmes. Un article publié en 1907 dit que « les fameuses Offor Heads sont connues dans le monde entier. En effet, on peut dire que Mlle Beatrice Offor est l'une des artistes les plus célèbres de nos jours, ses tableaux sont très recherchés et les éditeurs rivalisent d'avoir  l'honneur de présenter ses œuvres au public. ».
Ses peintures sont régulièrement exposées à la Royal Academy of Arts. Elle utilise souvent ses sœurs comme modèles, peignant souvent des mariées et des femmes nues. Elle peint également des portraits de Joseph Howard et de Ralph Littler. Elle peint une copie de la Vierge à l'enfant du Pérugin pour l'église paroissiale de Tottenham.
Elle habite quelque temps à Chelsea — les catalogues de la Royal Academy donnent comme adresse King's Road à partir de 1899 — mais à la suite de son second mariage avec James Philip Beavan, un importateur de fruits, en 1907, elle déménage à Bruce Grove, dans Tottenham, un quartier au nord de Londres. Elle fait une dépression nerveuse en 1919 et meurt le 7 août 1920 des suites de blessures subies après être tombée d'une fenêtre. Un verdict de suicide à la suite d'une crise de démence est rendu lors de l'enquête. Elle est enterrée au cimetière Brockley et Ladywell.

## Collections publiques
Près de 40 de ses peintures sont conservées dans la collection du château de Bruce, à Tottenham. Elle comprend des portraits de jeunes femmes, de dignitaires locaux et d'une femme qui serait la romancière Ouida. Son portrait de Ralph Littler fait partie de la Middlesex Guildhall Art Collection[réf. souhaitée].

## Galerie

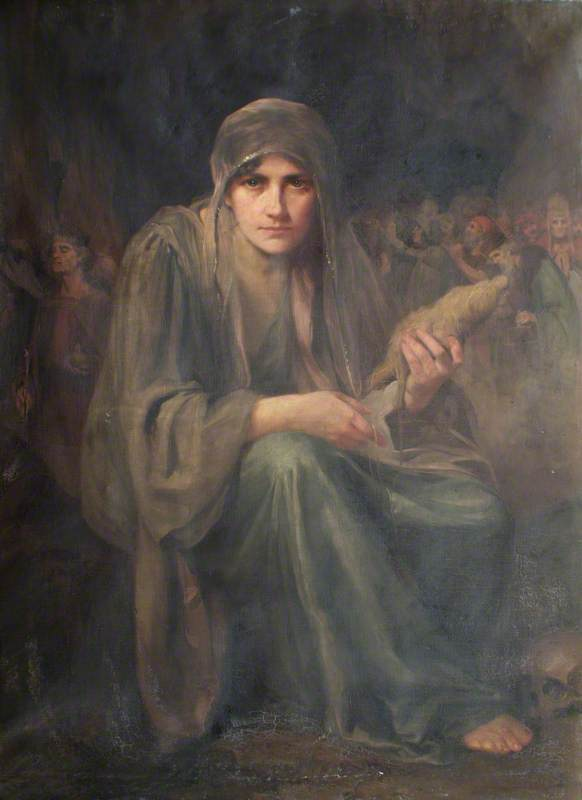
Destin
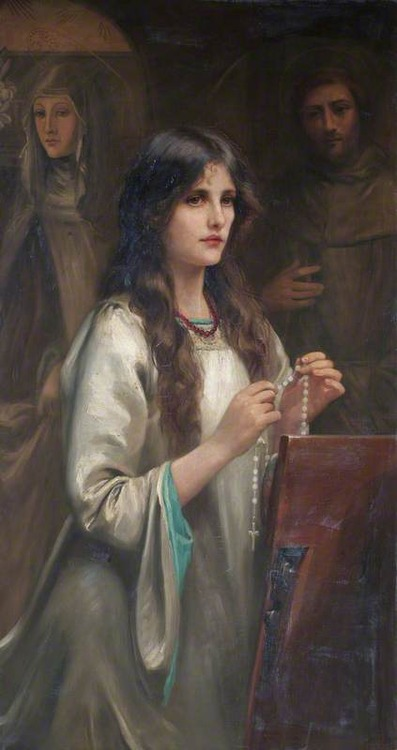
Le Rosaire
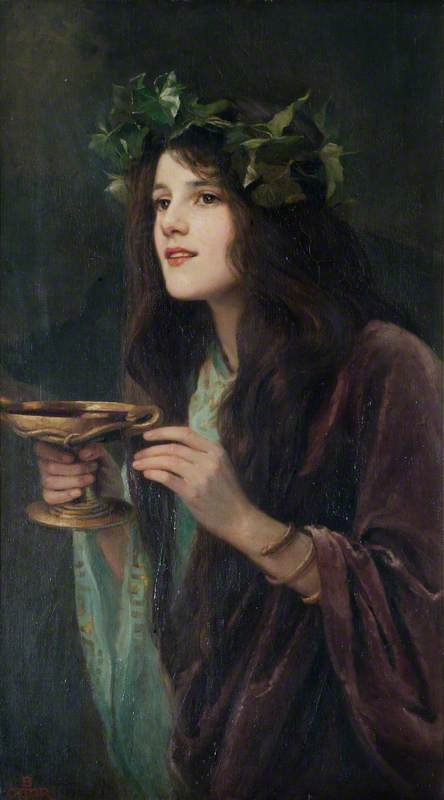
Circé
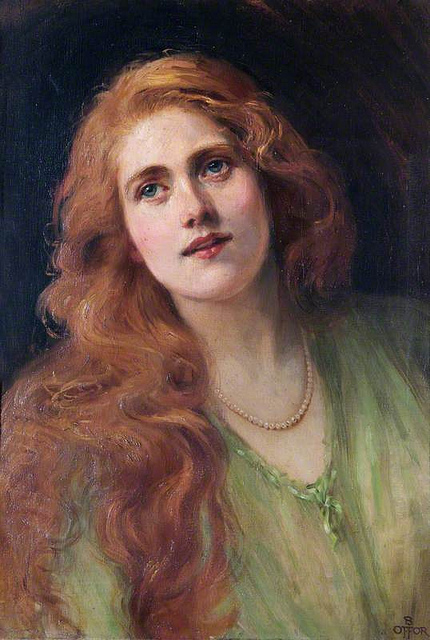
Mlle BS